# Unrelated
Pour plus de détails, voir Fiche technique et Distribution.
Unrelated est un film britannique réalisé par Joanna Hogg, sorti en 2007.

## Synopsis
Une famille et un groupe d'amis anglais passent les vacances dans une villa avec piscine, près de Sienne. Ils prennent du bon temps, se désirent et se déchirent.

## Fiche technique
Sauf indication contraire, les informations mentionnées dans cette section peuvent être confirmées par la base de données cinématographiques IMDb,  présente dans la section « Liens externes ».
- Titre français : Unrelated
- Réalisation et scénario : Joanna Hogg
- Costumes : Stéphane Collonge
- Photographie : Oliver Curtis
- Montage : Helle le Fevre
- Pays d'origine : Royaume-Uni
- Format : Couleurs - 1,85:1 - Dolby Digital
- Genre : drame
- Durée : 100 minutes
- Dates de sortie :
  - Royaume-Uni : 2007
  - France : 15 décembre 2021

## Distribution
- Kathryn Worth : Anna
- Tom Hiddleston : Oakley
- Mary Roscoe : Verena
- David Rintoul : George
- Emma Hiddleston : Badge
- Henry Lloyd-Hughes : Jack
- Harry Kershaw : Archie
- Michael Hadley : Charlie